# Myelaphus ussuriensis
Myelaphus ussuriensis är en tvåvingeart som beskrevs av Pavel Lehr 1999. Myelaphus ussuriensis ingår i släktet Myelaphus och familjen rovflugor. Inga underarter finns listade i Catalogue of Life.